# Schellberg (Eitorf)
Schellberg ist ein Ortsteil der Gemeinde Eitorf im Rhein-Sieg-Kreis. Früher hieß der Ort auch Schelberg.

## Lage
Schellberg liegt auf dem Lindscheid im Eipbachtal auf einer Höhe von 200 m ü. NHN. Nachbarort ist Obereip mit der Obereiper Mühle.

## Einwohner
1830 hatte Schellberg 13 Bewohner.
1845 hatten die zwei Höfe 12 katholische Einwohner.
1888 hatten sie acht Bewohner.
1925 waren in Schellberg ebenfalls zwei Haushalte verzeichnet: Ackerer Theodor Broich und Katharina Quadt.